# Caleb d'Axum
Caleb o Kaleb (ca. 520) va ser rei del Regne d'Axum, potser el millor documentat d'ells. Procopi de Cesarea l'anomenà Hellestheaios, una variant del seu nom reial Ella Atsbeha o Ella Asbeha (Histories, 1.20). A les fonts figura com a fill de Tazena. Alguns historiadors creuen que era l'«Atsbeha» o «Asbeha» de la llegenda etiòpica d'Abreha i Asbeha, o l'identifiquen amb Saizana, germà d'Ezana d'Axum.
Procopi, Joan d'Efes i altres cronistes contemporanis narren la seva invasió del Iemen, cap a l'any 520, sota el rei himiarita Iusuf Asar Iathar, o Dhu-Nuwàs, de religió jueva i que perseguia els cristians del seu regne. Caleb va intervenir-hi a instància de l'emperador romà d'Orient Justí I el Vell, que li ho va demanar. Caleb va derrotar Dhu-Nuwàs i el rei iemenita va ser mort; Caleb nomenà rei Sumuafa' Ashawa', virrei cristià del regne.
El fet que protegís els cristians va ser el motiu pel qual va ser canonitzat pel cardenal Cesare Baronio al segle xvi, que va afegir-lo a la seva edició del Martyrologium Romanum amb el nom Sant Elesbaan, malgrat que, com a membre de l'Església Abissínia, era monofisita i, per tant, heretge.
El domini d'Axum sobre el sud de la Península Aràbiga no durà més enllà de 525, quan Sumyafa Ashwa va ser deposat per Abraha, que se'n va proclamar rei. Caleb no aconseguí restablir-hi la seva autoritat i el seu successor va signar la pau amb Abraha, que reconegué l'autoritat aksumita i li pagà un tribut.
La tradició etiòpica diu que Caleb va abdicar del tron, va donar la corona a l'església del Sant Sepulcre de Jerusalem i es retirà a un monestir.
Les restes del palau de Caleb es troben prop d'Axum. Hi ha una construcció en ruïnes que s'identifica amb la seva tomba, al costat de la que es diu que és la del seu fill Gabra Masqal.